# Phlegon van Tralles
Phlegon van Tralles was een Anatolische, Griekstalige schrijver die leefde in de 2e eeuw. Hij was een slaaf, totdat hij werd vrijgelaten door keizer Hadrianus, die zijn beschermheer werd. Phlegon schreef verschillende werken. Zijn geschiedkundige werken gingen over Romeinse feestdagen, Sicilië en de Olympische Spelen (Olympiaden). Daarvan is bijna niets bewaard gebleven, maar latere auteurs hebben ze als bronnen gebruikt. Daarnaast schreef Phlegon Mensen die lang hebben geleefd (Peri makrobiôn) en Wonderbaarlijke verschijnselen (Peri thaumasiôn). Het eerste werk is een lijst van verder nagenoeg onbekende mensen waarvan werd beweerd dat ze lang leefden. Zo zou een sibille duizend jaar oud zijn geworden. 
Wonderbaarlijke verschijnselen is kort van lengte en bevat een collectie anekdoten over wonderbaarlijkheden. Ze gaan steeds over mensen, zoals over spookverschijningen, orakels, de geboorte van gedrochten, hermafrodieten en mannen die kinderen baren. Deze fenomenen beschouwde Phlegon als historisch. De bedoeling is om lezers duidelijk te maken dat rare fenomenen tekens van de goden zijn die serieus moeten worden genomen. Soms is ook sprake van een morele boodschap. Het boekje behoort tot het genre van de paradoxografie, een geschiedkundig genre waarbij wonderbaarlijke verschijnselen werden verzameld. 

## Bron
- Phlegon van Tralles. Wonderbaarlijke verschijnselen. Mensen die lang hebben geleefd. Olympiaden. Vert. R. Ferwerda. Budel: Damon, 2004.

- Bibsys: 95004129
- Biblioteca Nacional de España: XX1653510
- Bibliothèque nationale de France: cb135389114 (data)
- CiNii: DA14400007
- Gemeinsame Normdatei: 119070634
- International Standard Name Identifier: 0000 0001 1586 2613
- Library of Congress Control Number: no97040169
- Nationale Bibliotheek van Israël: 987007266684705171
- Nationale Bibliotheek van Polen: a0000002730835
- Nationale en Universitaire bibliotheek Zagreb: 000383554
- Nederlandse Thesaurus van Auteursnamen: 069888779
- Réseau des bibliothèques de Suisse occidentale: 02-A000130298
- Istituto Centrale per il Catalogo Unico: BVEV021388
- LIBRIS: 83778
- Système universitaire de documentation: 050693646
- Virtual International Authority File: 2633773